# Famille Nyáry de Nyáregyház
Nyáry de Nyáregyház (en hongrois : nyáregyházi nemes és báró Nyáry) est le patronyme d'une famille de la  noblesse hongroise.

## Origines
La famille est l'une des plus anciennes du comitat de Pest-Pilis-Solt-Kiskun. Lajos, fidèle serviteur du roi Albert, reçoit en 1438 la terre de Nyarregyháza. Mihály, important propriétaire foncier, fuit les armées turcs en 1526 et s'installe dans le comté de Nógrád.

## Membres notables
- baron Antal Nyáry (hu)  (1803-1877), conseiller secret, Gardien de la Couronne (Koronaőr), il reçoit le titre de baron en 1836.
- Pál Nyáry (1805-1871), homme politique hongrois.
- baron Albert Nyáry (hu) (1828-1886), historien, héraldiste, membre de l'Académie hongroise des sciences.
- baron Jenő Nyáry (hu) (1836-1914), archéologue, chambellan KuK.
- baron Béla Nyáry (hu) (1845-1900), chambellan KuK.
- baron  Albert Nyáry (hu) (1871-1933), artiste peintre, historien et archéologue.